# Battlefield 1942: The Secret Weapons of WWII
Battlefield 1942: Secret Weapons of WWII é a segunda de duas expansões para o jogo de tiro em primeira pessoa Battlefield 1942. O jogo foi desenvolvido pela Digital Illusions CE e distribuido pela EA Games. Com essa expansão é possível utilizar armas nunca vistas antes na Segunda Guerra Mundial, há uma grande variedade de armas experimentais, como mísseis teleguiados, propulsores a jato, novas metralhadoras, facas, etc. Na versão completa existem 3 tipos de multiplayer, que são deathmatch, capture the flag e conquest.